# Madison (Nou Hampshire)
Madison és una població dels Estats Units a l'estat de Nou Hampshire. Segons el cens del 2000 tenia 1.984 habitants.

## Demografia
Segons el cens del 2000, Madison tenia 1.984 habitants, 777 habitatges, i 560 famílies. La densitat de població era de 19,8 habitants per km².
Dels 777 habitatges en un 33,1% hi vivien nens de menys de 18 anys, en un 60% hi vivien parelles casades, en un 7,2% dones solteres, i en un 27,9% no eren unitats familiars. En el 21,5% dels habitatges hi vivien persones soles el 7,9% de les quals corresponia a persones de 65 anys o més que vivien soles. El nombre mitjà de persones vivint en cada habitatge era de 2,55 i el nombre mitjà de persones que vivien en cada família era de 2,97.
Per edats la població es repartia de la següent manera: un 24,8% tenia menys de 18 anys, un 5,4% entre 18 i 24, un 31,1% entre 25 i 44, un 26,6% de 45 a 60 i un 12% 65 anys o més.
L'edat mediana era de 40 anys. Per cada 100 dones de 18 o més anys hi havia 99,2 homes.
La renda mediana per habitatge era de 43.523$ i la renda mediana per família de 51.080$. Els homes tenien una renda mediana de 32.422$ mentre que les dones 22.159$. La renda per capita de la població era de 20.608$. Entorn del 2% de les famílies i el 4,5% de la població estaven per davall del llindar de pobresa.